# Rhabdatomis zaba
Rhabdatomis zaba là một loài bướm đêm thuộc phân họ Arctiinae, họ Erebidae.